# フランス・ジャポン・エコー
フランス・ジャポン・エコー（フランス語: France Japon Éco）は、在日フランス商工会議所が発行するフランス語、日本語2か国語のビジネス情報雑誌である。

## 特徴
1963年に第一号を創刊、日本でのビジネス、文化を紹介する。季刊誌（年に4回発行）であり、毎回話題のテーマを特集する。日本に駐在するフランス人やその家族、フランスの企業内、日仏の教育機関、政府機関で幅広く読まれている。

## テーマ
- 105 改革 - Réformes
- 106 健康 - Santé
- 107 日本に住み働く - Vivre et travailler
- 108 自動車機器・部品メーカー - Les équipementiers au volant
- 109 新しい消費スタイル - Les nouvelles consommations
- 110 金融、驚異の十年 - Finances : la décade prodigieuse
- 111 スペースの征服 - A la conquête de l'espace
- 112 離陸する宇宙航空産業 - Espace et aéronautique : l'envoi
- 113 日本の挑戦 - Les défis du Japon
- 114 観光：皆さん私についてきてください - Tourisme : Suivez le guide
- 115 エネルギーと資源 - Energie et matières première
- 116 再び世界制覇をめざす日本人 - Ces Japonais aux ambitions mondiales